# Erwin von Neipperg

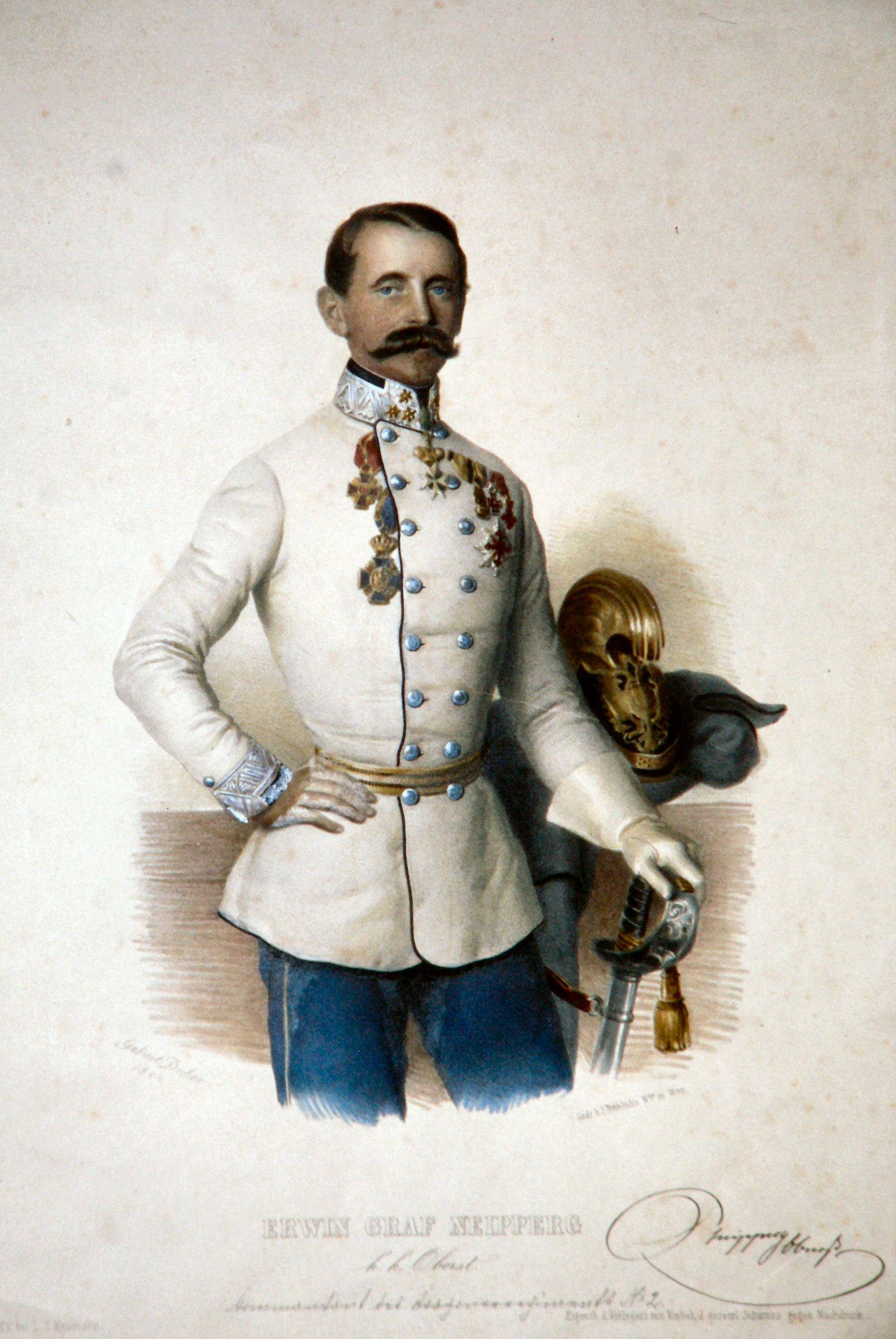
Erwin von Neipperg. Lithographie von Gabriel Decker, 1854

Erwin Franz Ludwig Bernhard Ernst, Graf und Herr von Neipperg (* 6. April 1813 in Schwaigern, Württemberg; † 2. März 1897 ebenda) war ein österreichischer General der Kavallerie.

## Leben
Er war ein Sohn des Generals Adam Albert von Neipperg (1775–1829) aus dessen erster Ehe mit Gräfin Theresia Pola di Treviso (1778–1815). Während dessen Nachkommen aus zweiter Ehe mit Marie-Louise von Österreich den Seitenzweig der Grafen von Montenuovo bildeten, ging die Stammlinie der Grafen von Neipperg an die Kinder aus erster Ehe, und damit vor allem an Erwins älteren Bruder Alfred von Neipperg (1807–1865). Da Alfred kinderlos blieb und erkrankte, außerdem zwei weitere Brüder bis 1850 verstorben waren, übernahm Erwin von Neipperg schon in den 1850er Jahren teilweise den Familienbesitz, der ihm nach dem Tode seines Bruders zufallen würde. 1865 wurde er erblich ernanntes Mitglied der württembergischen Kammer der Standesherren. Dort hatte er bereits seit 1856 seinen Bruder Alfred vertreten.
Er hatte wie seine Brüder und mehrere seiner Vorfahren die österreichische Militärlaufbahn eingeschlagen, die Ingenieurschule in Wien besucht und war 1863 Feldmarschalllieutenant in Ödenburg. 1866 wurde er Kommandant der 4. Division beim VIII. Bundes-Armeekorps, bestehend aus Österreichern und Nassauern, mit der er am 14. Juli 1866 das Gefecht bei Aschaffenburg verlor. Danach war er Kommandant in Preßburg, später in Wien. 1870 erfolgte die Beförderung zum General der Kavallerie. 1873 wurde er Mitglied im Orden vom Goldenen Vlies. 1878 trat er aus dem Militär aus, um sich künftig den Besitztümern am Stammsitz Schwaigern widmen zu können.

## Familie
Erwin von Neipperg heiratete am 19. April 1845 erstmals Gräfin Henriette von Waldstein-Wartenberg (* 23. Dezember 1823; † 8. Juli 1845 in Fulnek), doch die Braut starb nach drei Monaten an Fieber. Am 25. August 1852 heiratete er erneut Prinzessin Maria Rosa von Lobkowitz (* 13. Juni 1832 in Wien; † 15. Februar 1905 ebenda). Beide Gattinnen entstammten dem Umkreis des Wiener Hofadels. Der zweiten Ehe entsprangen zwei Töchter und ein Sohn: 
1. Reinhard (* 30. Juli 1856 in Horin; † 15. Januar 1919 in Schwaigern) ⚭ Gräfin Gabriela Ida von Waldstein-Wartenberg (* 19. August 1857; † 28. Oktober 1948)
2. Anna Bertha (* 7. August 1857 in Prag; † 9. April 1932 in Komotau) ⚭ Fürst Ferdinand Zdenko von Lobkowitz (* 23. Januar 1858; † 22. Dezember 1938)
3. Hedwig (* 22. Juli 1859 in Horin; † 23. Oktober 1916 in Aulendorf) ⚭ Graf Franz-Xaver von Königsegg-Aulendorf (* 29. Dezember 1858; † 26. April 1927)

Reinhard folgte dem Vater in der Stammfolge und in mehreren Ämtern nach.

## Ehrungen
Durch Großherzog Adolph wurde er am 19. März 1892 in den Nassauischen Hausorden vom Goldenen Löwen aufgenommen.